# Guido Fantoni
Guido Fantoni (* 4. Februar 1919 in Bologna; † 28. Dezember 1974) war ein italienischer Ringer. Er war Gewinner der Bronzemedaille bei den Olympischen Spielen 1948 in London im griechisch-römischen Stil im Schwergewicht.

## Werdegang
Guido Fantoni stammte aus Bologna und begann dort als Jugendlicher mit dem Ringen. Seit Beginn der 1940er Jahre gehörte er zu den besten italienischen Ringern im Halbschwer- und Schwergewicht im griechisch-römischen Stil. Sein Debüt auf der internationalen Ringermatte gab er bei den Olympischen Spielen 1948 in London im Schwergewicht. Er gewann dort mit zwei Siegen die Bronzemedaille.
1951 siegte er bei den Mittelmeerspielen in Alexandria im Schwergewicht, während er bei den Olympischen Spielen 1952 in Helsinki mit nur einem Sieg ohne Medaille blieb. Guido Fantoni gewann aber bei der Weltmeisterschaft 1953 in Neapel im Schwergewicht noch einmal eine Medaille, erneut die bronzene.
Danach zog er sich vom internationalen Wettkampfgeschehen zurück.

## Internationale Erfolge
(OS = Olympische Spiele, WM = Weltmeisterschaft, S = Schwergewicht, Gr = griech.-röm. Stil)
- 1948, Bronzemedaille, OS in London, GR, S, mit Siegen über Taisto Kangasniemi, Finnland u. József Tarányi, Ungarn u. Niederlagen gegen Tor Nilsson, Schweden u. Ahmet Kireççi, Türkei;
- 1951, 1. Platz, Mittelmeerspiele in Alexandria, GR, S, vor Antonios Georgoulis, Griechenland u. Bogdady, Ägypten;
- 1952, 8. Platz, OS in Helsinki, GR, S, mit einem Sieg über Josef Růžička, Tschechoslowakei u. Niederlagen gegen Johannes Kotkas, UdSSR und Bengt Fahlkvist, Schweden;
- 1953, Bronzemedaille, WM in Neapel, GR, S, mit Siegen über Johannes Arts, Niederlande u. Antonios Georgoulis u. Niederlagen gegen Bertil Antonsson, Schweden u. Johannes Kotkas